# Léon Georges Baudry
Léon René Georges Baudry (né le 13 mars 1898 à Neuville-lès-Dieppe, et mort le 24 novembre 1978 dans le 16e arrondissement de Paris), est un sculpteur français du XXe siècle, et directeur de la Manufacture nationale de Sèvres.

## Biographie
Fils de Léon-Auguste Baudry, sculpteur sur ivoire, et de Léontine Tavernier, Léon Georges Baudry se rend jeune à Paris et intègre l'École des Arts décoratifs, où il devient l'élève de Raoul Verlet et d'Henri-Auguste-Jules Patey. Il entre le 16 mars 1920 à l'Ecole des Beaux-Arts, présenté par Jules Coutan. Il obtient un Second grand prix de Rome en 1923 avec Une muse remettant à Apollon le couteau pour égorger Marsyas. Il se marie en 1926 avec Marie-Louise Flourin.
Dès la fin des années 1920, il se lance dans une intense carrière de décorateur, devenant l'un des interprètes en sculpture du style « Art Déco » en vogue en Europe. Il expose dès 1920 des sculptures décoratives à la mode, au Salon des Artistes français. Il se distingue, hors concours, à l'Exposition coloniale de 1931. Avec l'architecte Georges Feray, il propose dès 1927 un projet (inabouti) de Monument à Vauquelin. Il devient durant les années 1930 un sculpteur apprécié dans le domaine des monuments commémoratifs : il réaliste des bustes (le général Trentinian, le général Peltier, et surtout celui de Louis-Gustave Binger, réalisé à la demande de Louis Senlecq, maire de L'Isle-Adam et ami de l'artiste) et des monuments publics : le Monument au gouverneur Terrasson de Fougères, à Bamako (1933), le Monument au général Poiret, à Conakry (1934), le tombeau du député Diagne à Dakar (la même année). En 1936, l'administration le charge de réaliser les sculptures d'un imposant Monument à la mission Marchand (Paris, square Van Vollenhoven, Porte-Dorée) aux côtés de l'architecte Roger-Henri Expert. Le projet est interrompu pendant la guerre, et ne reprend qu'en 1947, avant d'être enfin inauguré en 1949. 
Baudry s'engage aussi dans plusieurs grands chantiers décoratifs, liés aux grandes constructions de l'entre-deux-guerres. Il participe en 1932 aux décors sculptés des façades du nouveau Ministère de la marine marchande, place de Fontenoy à Paris, construit en 1930-1931 par l'architecte André Ventre, et décoré avec la participation des sculpteurs Raymond Subes, Alfred Janniot et Armel Beaufils. En 1938, il participe aux décors d'un bâtiment voisin, construit par l'architecte Jacques Debat-Ponsan pour abriter le Ministère des PTT. Il reçoit en 1937 le grand Prix de l'exposition internationale de Paris, à l'occasion de laquelle il livre aux côtés d'autres artistes des décors pour le Palais de l'AOF et le Palais de Tokyo. La même année, il est fait commandeur de la Légion d'Honneur. Il participe également aux chantiers décoratifs des grands paquebots transatlantiques des années 1920-1930 : à ce titre, il décore la salle à manger du paquebot "Ile-de-France" en 1927, et surtout réalise une grande statue de La Normandie pour le paquebot "Normandie", dominant le fumoir des première classe (le bronze original est aujourd'hui installé dans la salle à manger du paquebot de croisière GTS Celebrity Summit, et une copie en plâtre est conservée au MuséoSeine de Caudebec-en-Caux). Après la Seconde Guerre mondiale, il participe à l'un de ses derniers grands chantiers : les décors de la « Nouvelle » faculté de Médecine entre 1950 et 1953, pour laquelle il réalise deux médaillons en pierre, représentant Charlemagne et Saint Louis.
Après guerre, Baudry entame une carrière de fonctionnaire. Entre 1943 et 1948, il est inspecteur principal de l'enseignement artistique, avant d'être nommé en 1948 directeur de la Manufacture nationale de Sèvres, poste qu'il conserve jusqu'en 1963. Il remet la manufacture sur pied et donne une nouvelle impulsion à ses créations
Par voie testamentaire, il lègue en 1978 un fonds à la Fondation Taylor, pour remettre un Prix annuel à des peintres et sculpteurs membres de la fondation.

## Liste des œuvres
- La Jeunesse, 1921, plâtre, Paris, École nationale supérieure des Beaux-Arts (concours de la tête d'expression)[5].
- Une muse remet à Apollon le couteau pour écorcher Marsyas, 1923, plâtre, localisation actuelle inconnue (autrefois à Dieppe, château-musée)
- Monument au gouverneur Terrasson de Fougères, 1933, Bamako.
- Monument au gouverneur Poiret, 1934, Conakry.
- Tombeau de Blaise Diagne, 1934, Dakar.
- La Normandie, 1935 (pour le paquebot Normandie), bronze original à bord du GTS Celebrity Summit, copie en plâtre à Caudebec-en-Caux, Muséoseine
- Monument à la mission Marchand, 1936-1949, pierre, Paris, square Van Vollenhoven.
- La Paix et Allégorie, maquettes pour le décor de la Porte du musée d'art moderne, 1937, plâtre, Paris, musée national d'art moderne - Centre Georges-Pompidou ; en dépôt à La Piscine, musée, Roubaix depuis 2018[6].
- Décors du Palais de Tokyo : Actéon, Sirènes, La Chasse, Hercule, 1937, pierre (in situ).
- Buste de Louis-Gustave Binger, 1938. Exemplaires en bronze à L'Isle-Adam et au camp militaire de Saint-Maixant. Plâtre patiné à Paris, musée du Quai-Branly Jacques-Chirac[7].
- Torse de femme, 1940, pierre, localisation actuelle inconnue (autrefois à Saint-Omer, mairie).
- Charlemagne fondant l'école de Salerme, 1950-1953, pierre, Paris, Nouvelle Faculté de médecine (médaillon de la façade)[8].
- Saint Louis soignant les lépreux, 1950-1953, pierre, Paris, Nouvelle Faculté de médecine (médaillon de la façade)[8].
- Buste du général Trentinian, place des Généraux-de-Trentinian, au bout de l'avenue Foch (Paris).
- Portrait du général Trentinian, plâtre patiné, Paris, Musée du Quai Branly - Jacques-Chirac[9].
- Portrait du général Peltier, plâtre patiné, Paris, musée du Quai-Branly Jacques-Chirac.